# 市場町切幡
市場町切幡（いちばちょうきりはた）は、徳島県阿波市の大字。2010年10月1日現在の人口は498人、世帯数は167世帯。郵便番号は〒771-1623。

## 地理

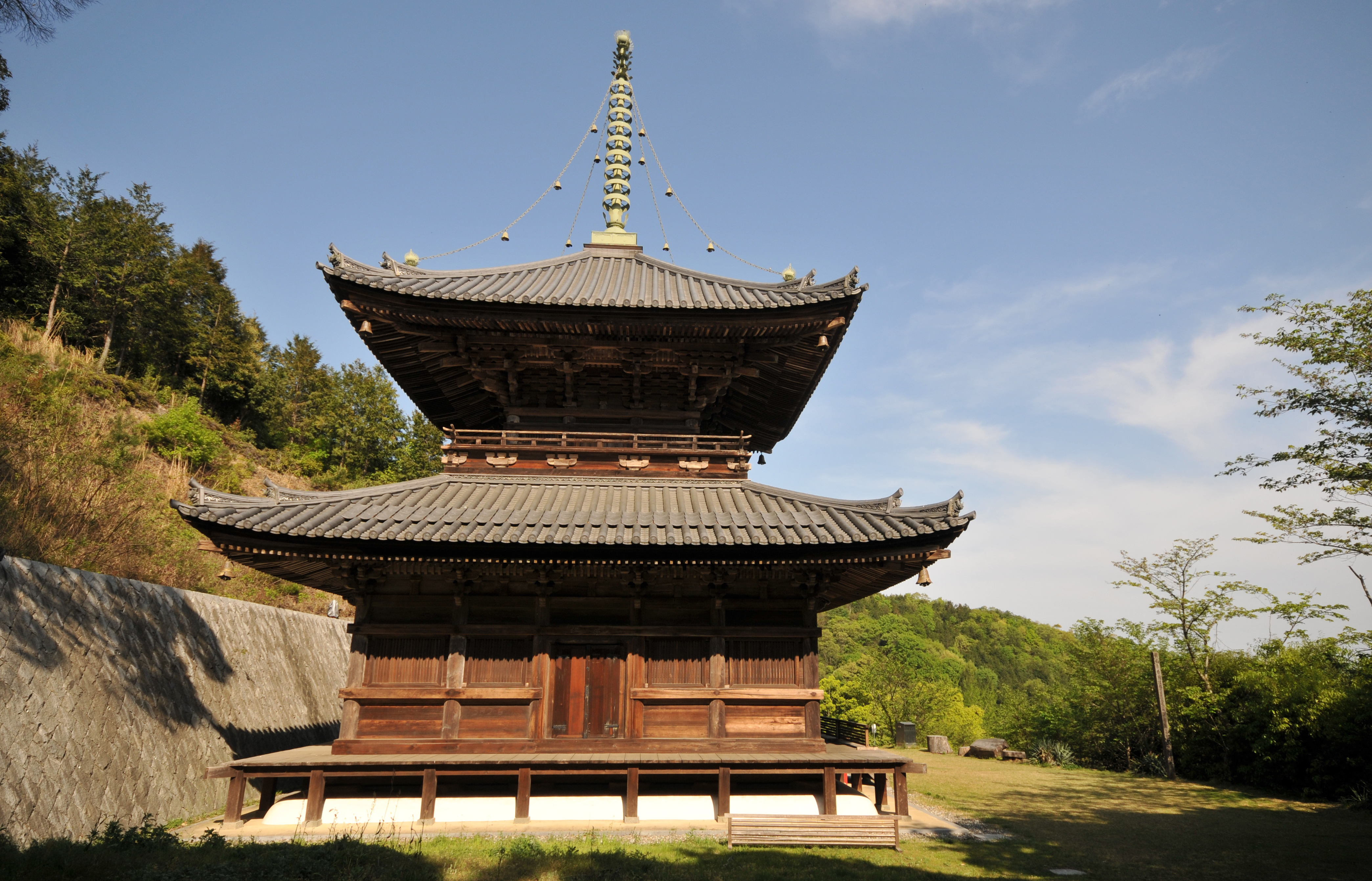
切幡寺の大塔（国の重要文化財）

阿波市の中央部に位置。東は土成町水田・土成町浦池、北は市場町日開谷、西は市場町尾開、南は市場町大野島に接する。
東西に走る徳島県道139号船戸切幡上板線を東に進むと四国八十八箇所霊場の第10幡札所である切幡寺への遍路道となる。さらに東進すると同寺の門前町が開ける。遍路道から南へ進むと徳島県道12号鳴門池田線へ出る。

### 河川
- 柿ノ木谷川
- 宮内谷川

### 小字
- 池ノ本
- 神ノ木
- 観音
- 乾山
- 坤山
- 西原
- 東原
- 古田
- 南田
- 吉友

## 歴史
- 2005年（平成17年）4月1日 - 阿波郡市場町が阿波町・板野郡土成町・吉野町と合併して阿波市となり、住所表記は「阿波郡市場町大字切幡字（字名）」から「阿波市（字名）」（神ノ木・西原・東原・古田は、阿波市内での住所表記重複を避けるためそれぞれ切幡（字名））となる。
- 2007年（平成19年）1月1日 - 住所表記を「阿波市市場町切幡字（字名）」に変更（切幡（字名）の区域は「切幡字（字名）」）し、現在の表記となる。

## 施設
- 阿波市役所
- アエルワ

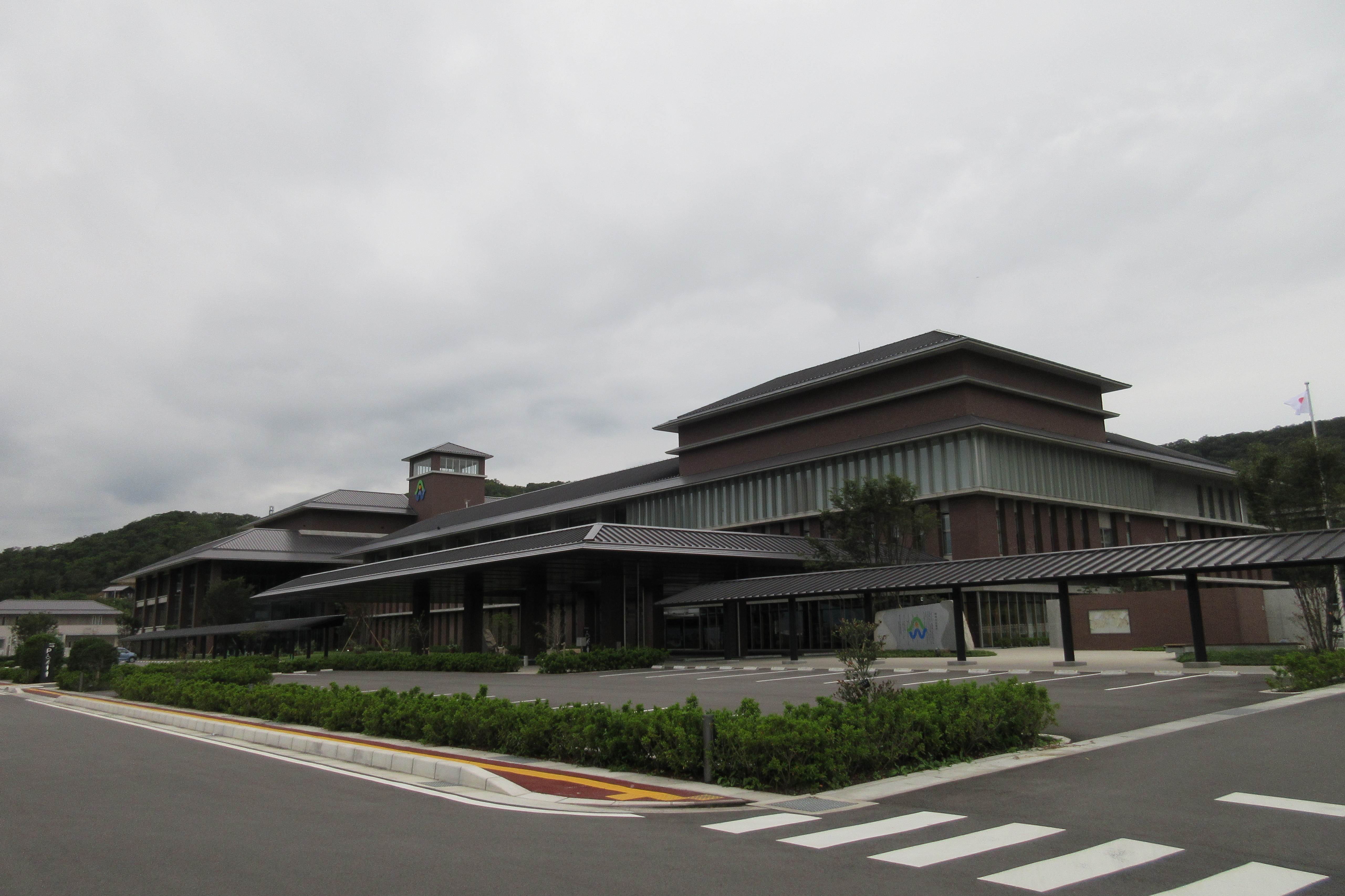
阿波市役所

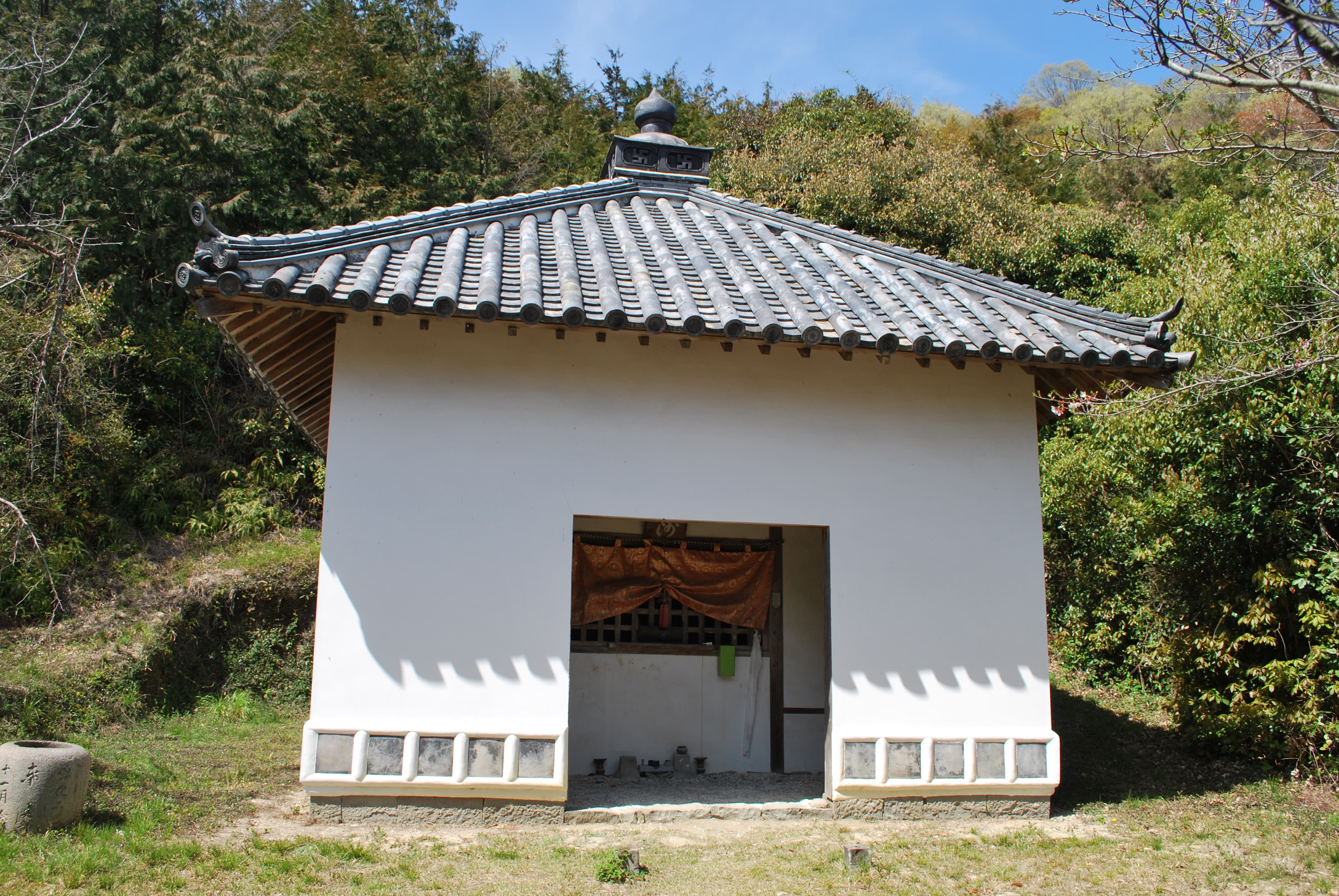
八祖大師

- 切幡寺 - 四国八十八箇所霊場第10幡札所
- 八祖大師 - 切幡寺の奥の院
- 切幡城址 - 森高次が城主であった

## 交通

### 道路
都道府県道
- 徳島県道12号鳴門池田線
- 徳島県道139号船戸切幡上板線
- 徳島県道237号切幡川島線